# Francisco Pavón
Francisco Pavón Barahona (Madrid, 9 januari 1980) is een voormalig Spaanse profvoetballer.

## Carrière

### Clubcarrière
Pavón genoot z'n jeugdopleiding bij Real Madrid. Via Real Madrid C en Real Madrid B geraakte hij in het eerste elftal. Op 7 november 2000 viel hij kort in voor Manuel Sanchís in de Champions League-wedstrijd tegen Spartak Moskou, maar pas vanaf 2001 maakte hij echt deel uit van het eerste elftal. Zijn debuut in de Primera División maakte hij op 6 oktober 2001 tegen Athletic Bilbao. Hij maakt als jeugdproduct een goede indruk tussen sterspelers als Luís Figo, Zinédine Zidane en Ronaldo. Voorzitter Florentino Pérez maakte zelfs gebruik van zijn naam om de politiek van de club te omschrijven waarbij zowel stervoetballers als spelers uit de eigen jeugd werden gebruikt: Zidanes y Pavónes.
In zijn eerste drie seizoenen speelde hij redelijk veel wedstrijden, maar vanaf 2004 speelde hij steeds minder. In 2007 trok hij dan ook naar Real Zaragoza, waar hij drie seizoenen bleef. In 2010 ging hij aan de slag bij Arles-Avignon, dat net naar de Ligue 1 was gepromoveerd. Daar bleef hij uiteindelijk slechts één seizoen. Daarna vond hij geen nieuwe club meer, waardoor hij stopte met voetballen.

### Nationaal elftal
Pavón werd in augustus 2003 door toenmalig bondscoach Iñaki Sáez opgeroepen voor het Spaans nationaal elftal voor de oefenduels tegen Portugal en Oekraïne. Ook toenmalig Atletico Madrid-spits Fernando Torres werd toen voor het eerst opgeroepen. Pavón kwam echter nooit in actie voor de nationale ploeg.